# Wilczanka
Wilczanka – wieś w Polsce położona w województwie lubelskim, w powiecie puławskim, w gminie Żyrzyn.
W latach 1975–1998 miejscowość należała administracyjnie do ówczesnego województwa lubelskiego.
Wieś stanowi sołectwo gminy Żyrzyn. Według Narodowego Spisu Powszechnego z roku 2011 wieś liczyła 280 mieszkańców.

## Historia
W wieku XIX Wilczanka to wieś i folwark w powiecie nowoaleksandryjskim, gminie i parafii Żyrzyn.
W roku 1827 spisano tu 18 domów i 78 mieszkańców.
Wieś tę założono prawdopodobnie w połowie XVI wieku, bowiem w 1563 r. była już odnotowana jako Wilczawolia, w 1580 roku Wilcza Wolya, w 1626 r. Wola Wilcza. W wizytacji z 1603 roku zapisano Wilczankę w parafii baranowskiej wśród wsi niedawno osadzonych (Akta wizytacyjne Diecezji Lubelskiej 96 655). Nazwę w formie obowiązującej do dzisiaj – Wilczanka odnotowano od 1674 roku (Rejestr Pogłównego L 39).
W roku 1676 wieś ta należała do parafii Gołąb. W części własność kościelna w części prywatna. Jezuici z kolegium krakowskiego płacą tu pogłówne od 31 poddanych, Jan Żyrzyński od 2 osób, panny Żyrzyńskie od 2 osób, Stanisław Żyrzyński od 5. (Pawiński, Małopolska, 20a).